# Kensington (barri de Londres)
Kensington és un barri del centre i oest de Londres, Anglaterra dins del districte de Kensington i Chelsea. És una àrea opulenta i densament poblada. El seu cor comercial és Kensington High Street que inclou el conegut districte de museus de South Kensington. Al nord, Kensington limita amb Notting Hill; a l'est, per Brompton i Knightsbridge; al sud, amb Chelsea i Earl's Court; i a l'oest, amb Hammersmith i Shepherd's Bush.

## Història

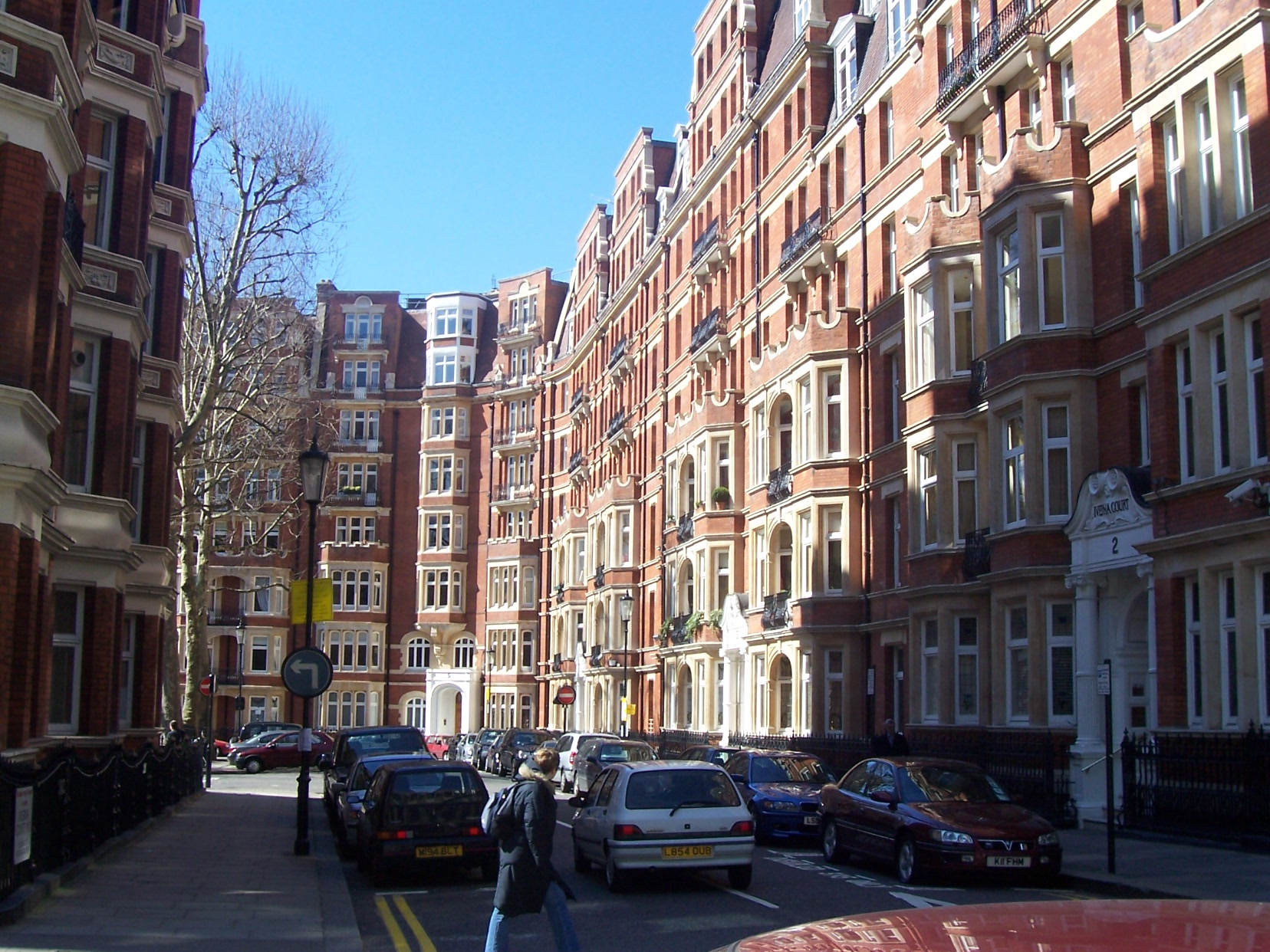
Vista de Kensington

L'àrea s'esmenta primer al Llibre de Domesday de 1086, on s'escrivia en llatí com "Chenesitone",
que s'ha interpretat com a "Kenesignetun" (terra o prats de Kenesigne) en anglosaxó. El manor de Kensington, Middlesex, fou concedit per Guillem I d'Anglaterra a Geoffrey de Montbray o Mowbray, bisbe de Coutances, part del seu cercle íntim d'assessors i un dels homes més rics després de la conquesta normanda d'Anglaterra. A canvi concedia la tenancy de Kensington al seu vassall Aubrey de Vere, que tenia el manor el 1086, segons Llibre de Domesday. L'hereu del bisbe, Robert de Mowbray, es rebel·là contra Guillem II d'Anglaterra i la seva baronia vasta es declarava nul·la. Aubrey de Vere I tenia el seu tenure es convertí en un tenancy in-chief, mantenint Kensington després de 1095 directament a la corona.
Concedí terra i església allà a l'Abadia d'Abingdon per petició al llit de mort del seu fill gran, Geoffrey.
Així els Veres es convertien en earls d'Oxford, la seva propietat a Kensington s'anomenà Earl's Court, mentre que les terres d'Abingdon s'anomenaven Abbots Kensington i l'església Saint Mary Abbots.

## Geografia
El centre de l'àrea és Kensington High Street, un centre comercial ocupat amb moltes botigues, típicament de luxe. El carrer es declarà el segon millor carrer comercial de Londres el febrer de 2005 gràcies a la seva gamma i nombre de botigues.
Tanmateix des de l'octubre de 2008 el carrer ha rebut la competència del centre comercial de Westfield en White City.
El servei d'autobusos de la línia 9, s'estenia a High Street Kensington el novembre de 2010 a Kensington i Chelsea que instava, per tal d'estimular el nombre de visitants al High Street.
El segon centre d'activitat de Kensington és South Kensington, on diverses botigues petites s'agrupen prop de l'estació de South Kensington del Metro de Londres. Aquesta és també el final del sud d'Exhibition Road, via que serveix els museus de l'àrea i centres d'ensenyament.
Els límits de Kensington no són bé definits; en particular, la part del sud de Kensington s'esborrona en Chelsea, que té un estil arquitectònic similar. A l'oest, es produeix una transició a través de la línia de ferrocarril de West London Line i cap al sud de Earl's Court Road a altres districtes, mentre al nord, l'única línia divisòria òbvia és Holland Park Avenue, al nord de la qual és el districte similar de Notting Hill.
Al nord-est, el Parc Reial de Kensington Gardens (contigus al seu veí oriental Hyde Park) és un clar tampó entre Kensington i les àrees al nord-est. L'altre espai verd principal a Kensington és Holland Park, just cap al nord de Kensington High Street, mentre Kensington té nombrosos petits jardins i parterres.
Mentre que South Kensington es pot considerar part de Kensington, els districtes de North Kensington i West Kensington es veuen com distint de Kensington. North Kensington està separat de Kensington per Notting Hill. West Kensington està separat de Kensington per la línia de ferrocarril de West London.
Kensington és, en general, una àrea extremadament opulenta, un tret que ara comparteix amb Chelsea, el seu veí del sud. L'àrea té alguns dels carrers i places més cars de Londres, incloent-hi Edwardes Square, Earls Terrace - un redesenvolupament exclusiu d'arquitectura georgiana—, The Phillimores i Wycombe Square - un nou barri d'alt nivell. A principis del 2007, les cases venudes a Upper Phillimore Gardens per sobre de £20 milions. Addicionalment, la majoria dels districtes veïns es consideren zones residencials exclusives, incloent-hi Knightsbridge i Brompton a l'est i les parts més pròximes de Notting Hill al nord. A l'oest és l'àrea menys opulenta però prometedora d'Earl's Court.
Kensington està també molt densament poblat; forma part del districte de govern municipal més densament poblat del Regne Unit, el Royal Borough de Kensington i Chelsea. Aquesta alta densitat és deguda a alts edificis de pujada alta; sinó que ha succeït per la subdivisió en pisos de mansions victorianes i cases adossades d'estil georgià (generalment d'uns quatre a sis plantes). A diferència d'altres parts del Borough, Kensington mateix no té gairebé cap edifici de gran alçada- l'excepció que és el London Kensington Forum Hotel a Cromwell Road un edifici de 27 plantes.
Inclouen les atraccions notables i les institucions a Kensington (o South Kensington): Palau de Kensington a Kensington Gardens, el Royal Albert Hall davant l'Albert Memorial a Hyde Park, el Royal College of Music, el Museu d'Història Natural de Londres, el Science Museum, el Victoria and Albert Museum, Heythrop College, Col·legi Imperial, el Royal College of Art i el Kensington and Chelsea College. El recinte firal d'Olympia és just sobre la frontera occidental a West Kensington.

## Administració

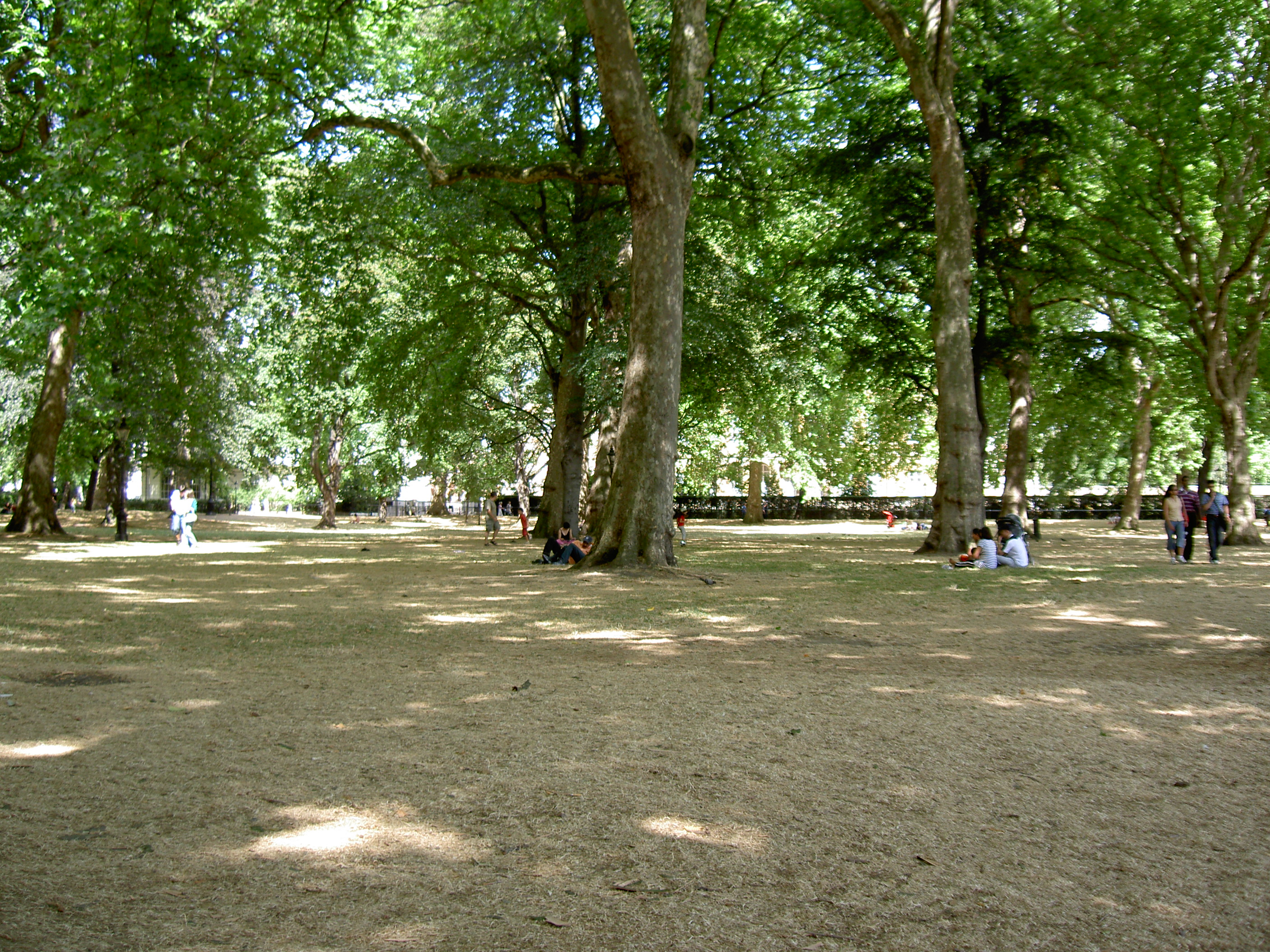
Kensington Gardens a l'estiu

Kensington és part del Royal Borough de Kensington i Chelsea, i és dins del Kensington parliamentary constituency. Abans de 1965 Kensington formava el Royal Borough of Kensington, i alguns residents objectaven la fusió amb Chelsea, anteriorment un burg barat i bohemi era comparable al Burg Reial de moda.

## Economia

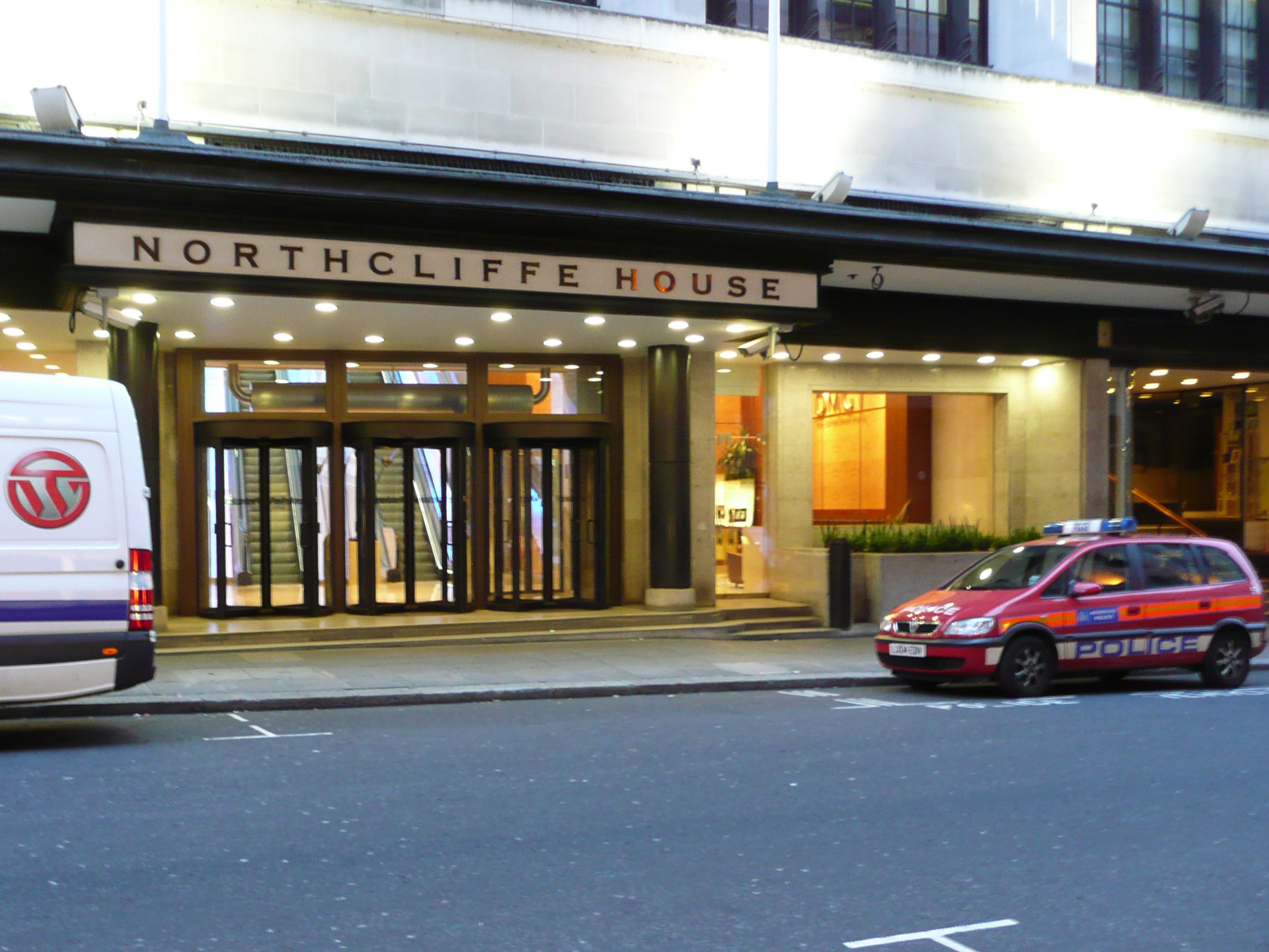
Northcliffe House, head office of the Daily Mail and General Trust

La seu central del Daily Mail és a Northcliffe House a Kensington.
A de les oficines centrals del Daily Mail, l'edifici també conté les oficines de The Independent, Daily Mail, Mail on Sunday, Evening Standard, i Metro.
Sonangol Limited, una filial del Sonangol Group, té la seva oficina central a Merevale House a Kensington.

## Transport
Kensington és creuat d'est a oest per tres carreteres principals, la més important del qual és l'A4 o Cromwell Road que el connecta tant a Central London com a l'Aeroport de Londres-Heathrow. Al nord hi ha Kensington Road principalment paral·lela (de la que forma gran part de Kensington High Street), connectant Central London i Hammersmith amb aquesta àrea. Al sud hi ha Fulham Road, que connecta South Kensington amb Fulham al sud-oest. Les connexions nord-sud no estan tan ben desenvolupades i no hi ha cap ruta cap al nord sud clara a través del territori.
Hi ha una bona xarxa de transport públic a Kensington. La majoria de Kensington és cobert per tres estacions situades en la Travelcard Zone 1: High Street Kensington, Gloucester Road i South Kensington. Els tres són servits per la Circle Line que els connecta als terminals de ferrocarril de Londres. La District Line també serveix les tres estacions, per bé que en ramals diferents; connecta les dues darreres amb la Ciutat de Westminster i la City. Piccadilly Line també connecta South Kensington i Gloucester Road al West End en uns deu minuts, i en l'altra direcció a Aeroport de Londres-Heathrow en uns 40 minuts. A més Kensington station Travelcard Zone 2 serveix la part occidental de Kensington, amb trens de la District Line al Earl's Court i a High Street Kensington. L'Estació de West Kensington no és a Kensington i Chelsea.
Un cert nombre de serveis d'autobusos locals connecten Kensington a la rodalia, i els centres d'autobusos són a Kensington High Street i a South Kensington station. Aquests serveis d'autobusos milloraren en freqüència i s'estenien el 2007 per complementar l'extensió occidental de l'àrea del peatge de congestió de Londres. L'extensió de l'àrea del peatge de congestió es retirà al final de 2010.